# オーガスタス・バークリー (第4代バークリー伯爵)
第4代バークリー伯爵オーガスタス・バークリー（英語: Augustus Berkeley, 4th Earl of Berkeley KT、1716年2月18日 – 1755年1月9日）は、グレートブリテン王国の軍人、政治家、イングランド貴族。ホイッグ党所属。

## 生涯
第3代バークリー伯爵ジェームズ・バークリーとルイーサ・レノックス（1694年 – 1717年、初代リッチモンド公爵チャールズ・レノックスの娘）の息子として、1716年2月18日に生まれた。
1734年にエンサインとして近衛歩兵第1連隊に入隊、1737年に近衛歩兵第2連隊副隊長（階級は中佐）に転じ、1745年ジャコバイト蜂起では政府側として歩兵1個連隊を指揮した。
1736年8月17日に父が死去すると、バークリー伯爵位を継承した。翌1737年から1755年に死去するまでグロスタシャー統監を務め、1739年6月9日にシッスル勲章を授与された。1737年4月19日から1755年1月9日までグロスタシャー海軍次官を務めた。
1739年に捨子養育院が創設されたとき、理事の1人を務めた。
1755年1月9日に死去、17日にバークリーで埋葬された。息子フレデリック・オーガスタスが爵位を継承した。

## 家族

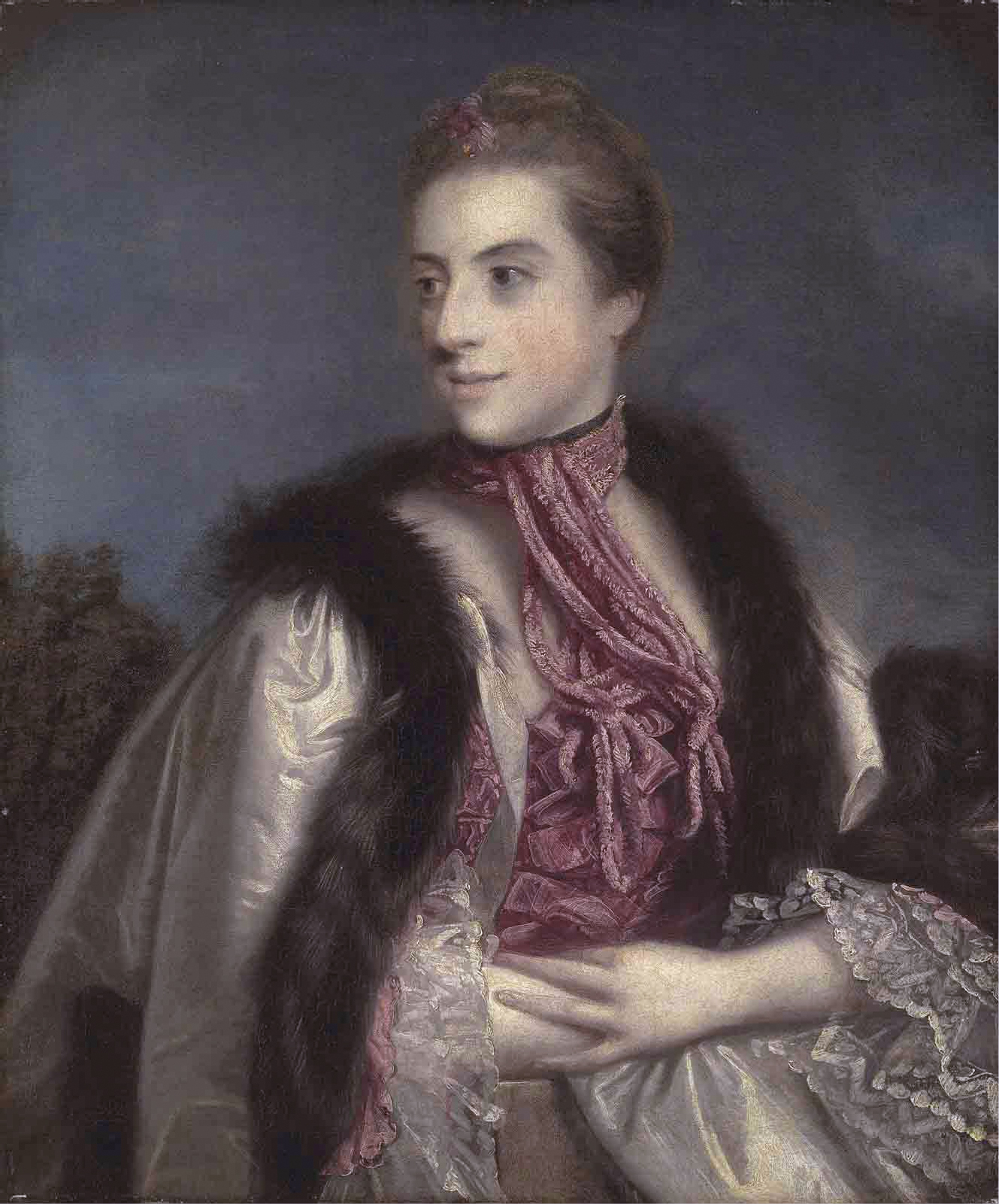
バークリー伯爵夫人エリザベスの肖像画。ジョシュア・レノルズ画、1759年/1760年。

1744年5月7日、エリザベス・ドラックス（1720年頃 – 1792年、ヘンリー・ドラックスの娘）と結婚、2男2女をもうけた。
- フレデリック・オーガスタス（英語版）（1745年 – 1810年） - 第5代バークリー伯爵
- ジョージアナ・オーガスタ（1749年9月18日 – 1820年1月24日） - 1766年4月20日、第5代グラナード伯爵ジョージ・フォーブスと結婚、子供あり。1781年1月、サミュエル・リトル（Samuel Little）と再婚
- エリザベス（英語版）（1750年 – 1828年） - 1767年5月10日に第6代クレイヴェン男爵ウィリアム・クレイヴェンと結婚したが、1780年に別居した。1791年10月13日、カール・アレクサンダー・フォン・ブランデンブルク＝アンスバッハ（英語版）と再婚
- ジョージ・クランフィールド（英語版）（1753年 – 1818年） - 海軍軍人。1784年8月23日、エミリー・シャーロット・レノックス（Emily Charlotte Lennox、ジョージ・レノックス卿（英語版）の娘）と結婚、子供あり。第7代バークリー伯爵ジョージ・バークリーの祖父